# سفارة سنغافورة في الولايات المتحدة
سفارة سنغافورة في الولايات المتحدة هي أرفع تمثيل دبلوماسي لدولة سنغافورة لدى الولايات المتحدة. تقع السفارة في شمال غربي واشنطن العاصمة وهي تهدف لتعزيز المصالح السنغافورية في الولايات المتحدة.

## وصلات خارجية
- قائمة سفارات سنغافورة
- قائمة السفارات في الولايات المتحدة